# Сильвер, Хорас
Хорас Сильвер (англ. Horace Silver, настоящее имя — Horace Ward Martin Tavares Silva; 2 сентября 1928, Норуолк — 18 июня 2014, Нью-Рошелл) — американский джазовый пианист и композитор.
Хорас Сильвер был известен как пианист, не демонстрировавший высочайшие стандарты техники и скорости игры (как, например, Оскар Питерсон), но делавший акцент на «фанковое» звучание, мелодичные импровизации, которые на первый взгляд могут даже не показаться импровизациями. Один из первых композиторов, сочинявших в жанре хард-боп. На творчество Сильвера оказали влияние различные музыкальные направления — соул, латиноамериканская и африканская музыка, госпел. Сам он внёс вклад в развитие нескольких джазовых стилей.

## Происхождение и ранние годы
Его отец Джон Таварес Сильва (порт. John Tavares Silva) — родом с острова Майо (Кабо-Верде, 25 км от о. Сантьяго). Мать родилась в Нью-Канаане, Коннектикут и имела ирландско-африканское происхождение.
Хорас Сильвер начал карьеру как тенор-саксофонист, но затем переключился на фортепиано. На его манеру саксофониста повлияла игра Лестера Янга, а на фортепианный стиль оказал влияние Бад Пауэлл. Сильвера открыл Стэн Гетц, это произошло в 1950 году в клубе Sundown Club (Хартфорд, Коннектикут). Гетц выступал на сцене клуба при поддержке трио Хораса Сильвера. Ему понравилась игра музыкантов, и он пригласил их на гастроли, что в конечном счёте привело к записи трёх композиций. Именно с Гетцем Сильвер произвёл свою дебютную запись.
В 1951 году он переехал в Нью-Йорк, где работал в знаменитом клубе Birdland по вечерам понедельников, когда различные музыканты могли прийти и поджемовать в неформальной обстановке. В течение того же года, работая аккомпаниатором, он встретил представителей лейбла Blue Note. Контракт был подписан, и сотрудничество с конторой продолжалось до 1980 года. В Нью-Йорке Сильвер совместно с Артом Блэйки создал группу The Jazz Messengers.
В 1952 и 1953 он сделал три записи с собственным трио. Участие принимали Арт Блэйки на барабанах, Джин Рейми, Кёрли Расселл и Перси Хит на басу. Сотрудничество барабанщика и пианиста продлилось 4 года, за это время Сильвер и Блэйки записали пластинку «A Night at Birdland Vol. 1» в Birdland с Расселлом, Клиффордом Брауном и Лу Дональдсоном, в Bohemia с Кенни Дорэмом и Хэнком Мобли, а также в студиях. Сильвер также принимал участие в записи «Walkin'» вместе с All Stars Майлза Дэвиса.

## Годы работы с Blue Note
С 1956 года Сильвер выпускал пластинки эксклюзивно под маркой Blue Note, в конечном итоге сблизившись с боссом лейбла Альфредом Лайоном, который вкладывал в работу над его записями больше средств, чем обычно в то время. В период сотрудничества с Blue Note Сильвер делает вклад в создание и развитие стиля хард-боп, сочетавшего элементы ритм-энд-блюза и госпела с джазом. Элементы госпела очень заметны в одном из крупнейших его хитов, «The Preacher», который Сильвер счёл излишне грубым, но Лайон настоял на этой записи.
Композиции Сильвера обращают на себя внимание широкой публики неожиданными сменами темпа и разнообразием мелодических решений. Манера игры Сильвера легко менялась от агрессивно-«перкуссионисткой» до красочно-романтичной в течение нескольких тактов. Между тем, его остроумное использование повторов было фанковым ещё до того, как это слово стало корректным для употребления в приличном обществе. Наряду с собственной работой Сильвера, в составе его ансамблей часто оказывались такие восходящие звёзды джаза, как саксофонисты Джуниор Кук и Хэнк Мобли, трубач Блю Митчелл, барабанщик Луи Хейс. К его ключевым альбомам этого периода можно отнести «Horace Silver Trio» (1953), «Horace Silver and the Jazz Messengers» (1955), «Six Pieces of Silver» (1956) и «Blowin' the Blues Away» (1959), в который вошла знаменитая тема «Sister Sadie».

## Влияния

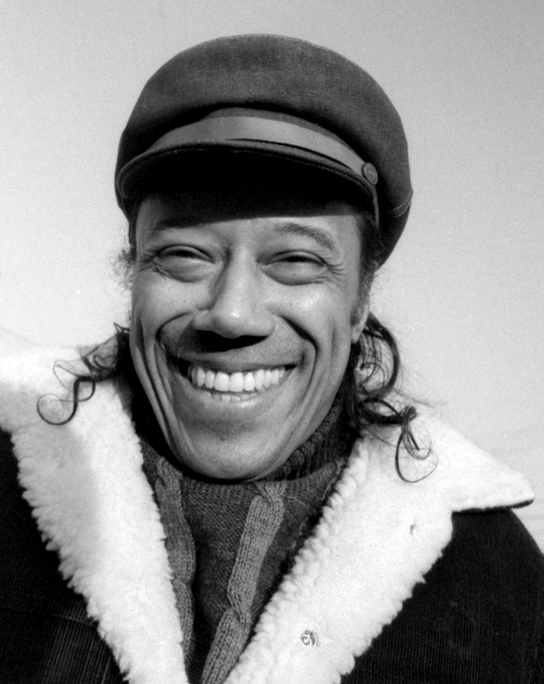
Сильвер в Беркли, 1983 год.

Хорас Сильвер не был склонен ни афишировать подкованность в португальской культуре, ни демонстрировать напрямую соответствующие традиции в своём музыкальном воспитании. Хит 1965 года «Cape Verdean Blues» — единственный этап в его творчестве, впитавший в себя детские впечатления композитора от своего дома, где отец с друзьями джемовали в традиционных кабо-вердианских стилях морны и коладейры. Тем не менее, в аннотации к диску 1964 года «Song for My Father (Cantiga Para Meu Pai)» Сильвер пишет о заглавном треке: «Эта мелодия написана мной, но её привкус заставляет меня вспоминать времена детства. Некоторые члены семьи, включая отца и дядю, имели обыкновение играть в составах из трёх или четырёх струнных инструментов; отец играл на скрипке и гитаре. Это были счастливые, непринуждённые встречи». Сильвер привнёс дополнительные португальские влияния в свою музыку непосредственно после турне по Бразилии в феврале 1964 года. Касательно «Song for My Father», Сильвер сказал: «Я очень впечатлён аутентичным битом босса-новы. Не просто монотонным тик-тик-тик, тик-тик, как это обычно делается, а настоящим чувством босса-новы, которое я попытался вплести в эту вещь».
В композиции «Mexican Hip Dance», вошедшей в альбом «The Jody Grind» (1966), очевидны также влияния латиноамериканской музыки.
Его раннее творчество включает в себя элементы буги-вуги и блюза. Также нельзя не заметить влияние таких мастеров, как Арт Тейтум, Тедди Уилсон, Нат «Кинг» Коул и Телониус Монк, но этот список далеко не полон. Сильвер любил цитировать других музыкантов и даже воссоздавать знаменитые соло в своих оригинальных работах — что-то вроде своеобразной дани великим именам.
Во время работы с Артом Блэйки он редко записывался в качестве лидера, но после того, как в 1956 году пути музыкантов разошлись, Сильвер сформировал собственный хард-боповый квинтет — поначалу с составом, аналогичным The Jazz Messengers, с 18-летним Луисом Хейсом вместо Блэйки. В наиболее стабильный состав квинтета вошли Блю Митчелл и Джуниор Кук.
В 1963 году Сильвер создал новую группу с Джо Хендерсоном на тенор-саксофоне и Кармеллом Джонсом на трубе; этот квинтет записал один из известнейших альбомов Сильвера — «Song For My Father». Когда Джонс покинул группу, чтобы поселиться в Европе, место трубача занял Вуди Шоу, а Хендерсона заменил Тайрон Вашингтон.
Композиции Сильвера, цепляющие и очень гармоничные, завоевывали популярность, в то время как ансамбль постепенно переключался на фанк и соул. Не все давние поклонники были готовы принять эти перемены. Качество нескольких альбомов того периода, таких как «The United States of Mind» (на котором Сильвер сам исполнил вокальные партии в нескольких треках), до сих пор оспаривается фанатами жанра. Одухотворённость Сильвера, показанная на этих альбомах, также достаточно спорна. Как бы то ни было, на многих поздних альбомах отметились интересные музыканты (как, например, Рэнди Брекер). Хорас Сильвер был последним музыкантом, кто подписал контракт с Blue Note в 1970 году, перед тем, как лейбл временно перестал функционировать. В 1981 году он создал собственный, недолго просуществовавший лейбл Silveto.

## Поздние годы
После окончания сотрудничества с Blue Note Сильвер продолжил создавать энергичную музыку. Альбом 1985 года «Continuity of Spirit» (Silveto) содержит уникальные оркестровки. В 1990-х Сильвер сделал свой вклад в популярную городскую музыку, многое почерпнувшую из его альбома «It’s Got To Be Funky» (Columbia, 1993). В последние годы, живя в Калифорнии, в кругу любящей семьи, Сильвер пожинал плоды успеха, как признанная икона джаза. В 2005 году National Academy of Recording Arts and Sciences (NARAS) присвоила ему награду President’s Merit Award.
Как сообщал басист Кристиан МакБрайд и другие источники в 2008 году, Хорас Сильвер страдал болезнью Альцгеймера.

## Наследие
Музыка Хораса Сильвера стала движущей силой современного джаза, как минимум, по четырём причинам. Он был одним из пионеров стиля хард-боп, оказав влияние на таких пианистов, как Бобби Тиммонс, Лес МакКэнн, Рэмси Льюис. Состав его квинтета (труба, тенор-саксофон, фортепиано, контрабас и ударные) стал стандартом малого джазового состава на период с середины 50-х до конца 60-х годов. Кроме того, ансамбли Сильвера сыграли важную роль тренировочной площадки для молодых музыкантов, многие из которых (Дональд Бирд, Арт Фармер, Блю Митчелл, Вуди Шоу, Джуниор Кук, Джо Хендерсон) позже возглавили аналогичные собственные группы. Наконец, Сильвер довёл искусство композиции и аранжировки до непревзойдённого уровня.
Талант Сильвера не остался незамеченным среди рок-музыкантов, воспринимающих джазовые влияния; Steely Dan поместили Сильвера в Top 40 в начале 70-х, когда записывали свой хит «Rikki, Don’t Lose That Number», основываясь на басовом риффе, открывающем «Song For My Father».
Социальные и культурные потрясения конца 60-х — начала 70-х нашли отражение в музыке Хораса Сильвера. Он ответил на них тремя записями «United States of Mind» (1970—1972), где в качестве вокалиста принял участие Энди Би. Композитор углубился и в космическую философию, когда его группа Silver 'N Strings записала «Silver 'N Strings Play The Music of the Spheres» (1979).

## Дискография

### В качестве лидера
- Horace Silver Trio (Blue Note, 1952/1953)
- Horace Silver and the Jazz Messengers (Blue Note, 1955)
- Silver's Blue (Columbia, 1956)
- Six Pieces of Silver (Blue Note, 1956)
- The Stylings of Silver (Blue Note, 1957)
- Further Explorations by The Horace Silver Quintet (Blue Note, 1958)
- Finger Poppin' with The Horace Silver Quintet (Blue Note, 1959)
- Blowin' the Blues Away (Blue Note, 1959)
- Horace-Scope (Blue Note, 1960)
- Doin' the Thing, The Horace Silver Quintet at The Village Gate (Blue Note, 1961)
- The Tokyo Blues (Blue Note, 1962)
- Silver's Serenade (Blue Note, 1963)
- Song for My Father (Blue Note, 1964)
- The Cape Verdean Blues (Blue Note, 1965)
- The Jody Grind (Blue Note, 1966)
- Serenade to a Soul Sister (Blue Note, 1968)
- You Gotta Take A Little Love (Blue Note, 1969)
- The United States of Mind Phase I : That Healin' Feelin' (Blue Note, 1970)
- The United States of Mind Phase II : Total Response (Blue Note, 1971)
- The United States of Mind Phase III : All (Blue Note, 1972)
- In Pursuit of the 27th Man (Blue Note, 1972)
- Silver 'N Brass (Blue Note, 1975)
- Silver 'N Wood (Blue Note, 1976)
- Silver 'N Voices (Blue Note, 1977)
- Silver 'N Percussion (Blue Note, 1978)
- Silver 'N Strings Play The Music Of The Spheres (Blue Note, 1979)
- Guides To Growing Up (Silveto, 1981)
- Spiritualizing The Senses (Silveto, 1983)
- There's No Need To Struggle (Silveto, 1984)
- Continuity Of Spirit (Silveto, 1985)
- Music To Ease Your Disease (Silveto, 1988)
- Rockin' With Rachmaninoff (Bop City, 1991)
- It's Gotta Be Funky (Columbia, 1993)
- Pencil Packin' Papa (Columbia, 1994)
- The Hardbop Grandpop (Impulse!, 1996)
- A Prescription for the Blues (Impulse!, 1997)
- Jazz Has a Sense of Humor (Verve, 1999)